# Rechtsreferent (Jurist)
Rechtsreferent ist eine Berufsbezeichnung für Juristen, die als Referenten mit juristischem Aufgabenbereich meist in Behörden, Verbänden oder Unternehmen oder bei europäischen Gerichten arbeiten.

## Aufgaben und Ausbildung in Deutschland
Eine Legaldefinition zum Begriff des Rechtsreferenten ist in der deutschen Rechtsordnung nicht vorhanden. Im Gegensatz zu anderen juristischen Berufsfeldern existiert für den Rechtsreferenten auch keine eigene Berufsordnung oder explizite Berufsgesetze, wie dies etwa bei Rechtsanwälten mit der Berufsordnung für Rechtsanwälte (BORA) der Fall ist. Auch ist gesetzlich nicht festgelegt, dass ein bestimmter Ausbildungsinhalt einer solchen Tätigkeit vorgeschaltet sein muss. Weder ein juristisches Studium noch die Befähigung zum Richteramt, die für die Berufsfelder eines Richters, eines Staatsanwalts oder eines Rechtsanwalts zwingend erforderlich ist, sind Voraussetzung für die Tätigkeit als Rechtsreferent. Insofern existiert hier eine Parallele zum Justiziar, der ebenfalls keine Befähigung zum Richteramt haben muss. In der Praxis wird in Stellenausschreibungen aber regelmäßig zumindest das Vorliegen eines abgeschlossenen Studiums der Rechtswissenschaften gefordert.
Bezüglich der Befreiung von der Versicherungspflicht in der gesetzlichen Rentenversicherung, die für Rechtsanwälte grundsätzlich möglich und auch für Syndikusanwälte zumindest diskutiert wird, differenziert die sozialgerichtliche Rechtsprechung explizit zwischen den Syndikusanwälten einerseits und den Justiziaren und Rechtsreferenten andererseits. Derzeit ist in diesem Zusammenhang nach eingelegter Revision gegen das Urteil des Landessozialgerichts Baden-Württemberg vom 23. Januar 2013 ein Rechtsstreit beim Bundessozialgericht anhängig. Vereinzelt existieren rechtskräftige Urteile, die auch die Versicherungspflicht-Befreiung von Rechtsreferenten zum Inhalt haben.
Das Tätigkeitsfeld eines Rechtsreferenten ist nicht für die Gesamtheit dieses Berufsbildes abschließend abzugrenzen, sondern richtet sich nach dem jeweiligen individuellen Arbeitsverhältnis. So ist es beispielsweise möglich, dass der Rechtsreferent mit der Erstellung von Gutachten zu rechtsbezogenen Fragestellungen in der Behörde, dem Verband oder dem Unternehmen betraut wird. Auch kann er bei Rechtsstreitigkeiten die sachverhaltsvermittelnde Schnittstelle zu den die Behörde, den Verband oder das Unternehmen vertretenden Rechtsanwälten darstellen. In Behörden ist denkbar, dass die Beratung der Fachämter oder der Behördenleitung in den jeweiligen Rechtsgebieten oder auch die Bearbeitung von Gesetzgebungsverfahren Gegenstand der beruflichen Tätigkeit des Rechtsreferenten ist.
Die bei den Rechtsanwaltskammern angestellten Rechtsreferenten tagen regelmäßig auf der Konferenz der Berufsrechtsreferenten.

## Rechtsreferent bei den europäischen Gerichten
Am Gerichtshof der Europäischen Union werden Juristen, die nicht als Generalanwalt oder Richter tätig sind, sondern in deren Stab arbeiten, als Rechtsreferenten (englisch legal secretary, französisch référendaire) bezeichnet. Voraussetzung für diese Tätigkeit ist eine vorherige richterliche oder staatsanwaltliche Tätigkeit. Rechtsreferenten am EuGH werden je nach Tätigkeitsgebiet in verschiedene AD-Vergütungsgruppen eingestuft.